# 琉鵬正吉
琉鵬 正吉（りゅうほう まさよし、1977年6月18日 - ）は、沖縄県中頭郡中城村（出生は那覇市）出身で陸奥部屋（入門時は立田川部屋）に所属した元大相撲力士。本名は浦崎 桂助（うらざき けいすけ）。現役時代の体格は身長183cm、体重150kg、血液型はO型。得意手は左四つ、寄り。最高位は東前頭16枚目（2006年9月場所）。大相撲引退後の2012年に出家し現在は僧侶。僧名道涯。

## 人物
保育園時代から腹が減ったら自分で米をといで食べており、これが力士としての素養を磨いた。中学卒業と同時に立田川部屋に入門し、1993年（平成5年）3月場所に初土俵を踏んだ。1998年7月場所に幕下に昇進する。2000年9月場所後に師匠・立田川親方が定年を迎えて部屋を閉鎖することとなり、敷島・十文字など他の立田川部屋の所属力士らと共に陸奥部屋へ移籍した。2002年11月場所に新十両へ昇進したものの、その11月場所では5勝10敗と大きく負け越して、翌2003年1月場所では幕下へ陥落した。
その後幕下中位に低迷した時期もあったが、2005年9月場所に16場所ぶりに十両へ昇進した。同年11月場所には十両通算3場所目にして初の勝ち越しを決め、翌2006年1月場所では序盤から好調で11勝4敗という好成績を収めた。東十両筆頭へと大きく番付を上げた翌3月場所では5勝10敗と大きく負け越したものの、翌5月場所では9勝6敗と勝ち越し、東十両筆頭へ再び番付を戻した翌7月場所でも8勝7敗と勝ち越しを決め、翌9月場所において新入幕を果たした。初土俵からの所要81場所での新入幕は史上9位タイのスロー記録となった。
新入幕となった2006年9月場所では4勝11敗と大敗し、結果的にこの場所が唯一の幕内在位場所となった。翌11月場所において十両へ陥落した後、2007年5月場所では4勝11敗と大敗し、西十両11枚目の位置で迎えた翌7月場所でも6勝9敗と負け越し、西十両14枚目の位置まで下がった翌9月場所でも場所前に手術した両膝の影響から調子が上がらずに5勝10敗と大きく負け越し、翌11月場所には幕下へと陥落した。2008年4月からは相撲教習所の指導員を務めた。
2010年7月場所に、西幕下11枚目の位置で6勝1敗と勝ち越しを果たす。通常では十両へは上がれない位置と成績であったが、大相撲野球賭博問題の影響などで大勢の幕下への降格者が出ることにより、翌9月場所における再十両が決定した。自身にとって3年ぶりの十両復帰となったが、これは1960年（昭和35年）7月場所からの幕下7番制導入以降で、最も下位の番付から全勝せずに十両入りを果たした例となった。師匠の9代陸奥（元大関・霧島）から昇進を知らされた本人は「（幕下）11枚目の（勝ち星）6番で上がるなんてありえない。実力じゃない。（野球賭博で）謹慎休場して落ちた人がいる。そのおかげで上がれた」と再十両決定の際のインタビューで語った。その9月場所では東十両14枚目の位置で7勝8敗と負け越し、翌11月場所では西十両14枚目に留まったものの4勝11敗と大敗して、翌2011年1月場所では幕下へ陥落した。
幕下に在位していた2011年5月技量審査場所の5番相撲で膝を痛めて途中休場し、その後長期休場をして痛めた膝や、以前から悪かった腰の治療とリハビリに専念していた。この長期休場により同年9月場所では三段目へ、2012年1月場所では序二段へ陥落し、翌3月場所では幕内経験者としての最低番付を更新する西序二段98枚目まで陥落した（従来の記録は鳥羽の山の西序二段90枚目）。翌5月場所ではついに序ノ口にまで陥落した。幕内経験者の序ノ口陥落は昭和以降では初めてとなった。その後、その5月場所限りでの引退を決断したことが陸奥部屋の部屋付き親方である6代安治川（元幕内・敷島）のTwitterで公表され、同年6月12日に日本相撲協会から正式に本人の引退が発表された。断髪式は同年9月30日に、東京都内のホテルにて自身の結婚披露宴を兼ねる形で行われた。
引退後については、当初は自身の故郷である沖縄でスポーツ関連の職に就くと語っていたが、引退から約4年後の2016年の報道で僧侶となっていることが分かった。小学生の頃に信心深い母親のために仏像を彫ったことがあり、それを拝む姿を見て「人間には頼るものが必要なんだ」と思い、仏教に興味を持っていたという。
仏門に入る縁は現役時代の北桜との対戦で、負けた自分に北桜が土俵の上から手を差し伸べ「ありがとう」と叫んだことであるという。「感謝する人は強い」ことを学び、生かされていることに感謝する道として、2012年に親戚の住職がいる沖縄県与那原町の寺で出家して僧侶となった。宮城県内の寺で約1年修行の後、2015年より沖縄県伊江村の照太寺（臨済宗）で副住職を務めるかたわら、伊江村内の伊江西相撲クラブで小学生に相撲を教えている。伊江村内には高校がなく中学卒業とともに子どもたちは本土や本島に出ていくため、相撲を通じ社会人としての礼儀と思いやりを教えている。なお、現役中に痛めた左膝は未だに曲がらない状態であるという。

## 主な成績

### 通算成績
- 通算成績：444勝427敗55休（115場所）
- 幕内成績：4勝11敗（1場所）
- 十両成績：101勝124敗（15場所）

### 場所別成績
| | 一月場所 初場所（東京）   | 三月場所 春場所（大阪）   | 五月場所 夏場所（東京）  | 七月場所 名古屋場所（愛知） | 九月場所 秋場所（東京）  | 十一月場所 九州場所（福岡） |
| --- | ------------------------- | ------------------------- | ------------------------ | --------------------------- | ------------------------ | --------------------------- |
| 1993年 （平成5年） | x                         | （前相撲）                | 西序ノ口52枚目 5–2       | 東序二段175枚目 2–5         | 東序ノ口16枚目 3–4       | 西序ノ口28枚目 4–3          |
| 1994年 （平成6年） | 東序二段172枚目 5–2       | 東序二段121枚目 3–4       | 西序二段142枚目 2–5      | 西序二段177枚目 6–1         | 西序二段83枚目 1–6       | 東序二段124枚目 2–5         |
| 1995年 （平成7年） | 西序二段151枚目 7–0       | 東三段目95枚目 2–5        | 西序二段18枚目 3–4       | 西序二段32枚目 3–4          | 東序二段57枚目 3–4       | 西序二段75枚目 5–2          |
| 1996年 （平成8年） | 東序二段28枚目 5–2        | 西三段目91枚目 3–4        | 西序二段10枚目 3–4       | 東序二段34枚目 5–2          | 西三段目97枚目 5–2       | 西三段目58枚目 3–4          |
| 1997年 （平成9年） | 西三段目73枚目 2–5        | 東序二段6枚目 5–2         | 西三段目68枚目 5–2       | 東三段目34枚目 5–2          | 西三段目7枚目 2–5        | 西三段目33枚目 3–4          |
| 1998年 （平成10年） | 西三段目46枚目 5–2        | 東三段目20枚目 4–3        | 西三段目9枚目 4–3        | 東幕下59枚目 3–4            | 東三段目11枚目 6–1       | 東幕下40枚目 3–4            |
| 1999年 （平成11年） | 東幕下53枚目 4–3          | 東幕下43枚目 4–3          | 東幕下34枚目 3–4         | 西幕下42枚目 4–3            | 西幕下31枚目 3–4         | 東幕下38枚目 0–2–5          |
| 2000年 （平成12年） | 東三段目13枚目 休場 0–0–7 | 東三段目13枚目 3–4        | 東三段目25枚目 5–2       | 西幕下60枚目 5–2            | 東幕下40枚目 5–2         | 東幕下21枚目 4–3            |
| 2001年 （平成13年） | 西幕下16枚目 3–4          | 西幕下26枚目 3–4          | 東幕下34枚目 3–4         | 西幕下43枚目 5–2            | 西幕下27枚目 4–3         | 東幕下24枚目 2–5            |
| 2002年 （平成14年） | 西幕下39枚目 4–3          | 東幕下34枚目 5–2          | 東幕下19枚目 4–3         | 東幕下13枚目 6–1            | 東幕下2枚目 4–3          | 西十両11枚目 5–10           |
| 2003年 （平成15年） | 西幕下4枚目 2–5           | 西幕下19枚目 6–1          | 東幕下7枚目 3–4          | 東幕下12枚目 3–4            | 東幕下20枚目 5–2         | 東幕下11枚目 4–3            |
| 2004年 （平成16年） | 東幕下6枚目 3–4           | 西幕下13枚目 3–4          | 西幕下21枚目 3–4         | 西幕下27枚目 4–3            | 西幕下21枚目 5–2         | 東幕下13枚目 2–5            |
| 2005年 （平成17年） | 東幕下25枚目 6–1          | 東幕下10枚目 3–4          | 東幕下15枚目 5–2         | 東幕下5枚目 5–2             | 東十両13枚目 7–8         | 西十両13枚目 8–7            |
| 2006年 （平成18年） | 東十両8枚目 11–4          | 東十両筆頭 5–10           | 西十両5枚目 9–6          | 東十両筆頭 8–7              | 東前頭16枚目 4–11        | 東十両5枚目 7–8             |
| 2007年 （平成19年） | 西十両5枚目 7–8           | 西十両7枚目 8–7           | 西十両4枚目 4–11         | 西十両11枚目 6–9            | 西十両14枚目 5–10        | 東幕下3枚目 3–4             |
| 2008年 （平成20年） | 東幕下8枚目 4–3           | 西幕下5枚目 4–3           | 西幕下3枚目 4–3          | 東幕下2枚目 2–5             | 西幕下11枚目 2–5         | 東幕下25枚目 3–4            |
| 2009年 （平成21年） | 西幕下35枚目 5–2          | 西幕下21枚目 4–3          | 東幕下15枚目 4–3         | 西幕下10枚目 4–3            | 東幕下6枚目 5–2          | 西幕下3枚目 4–3             |
| 2010年 （平成22年） | 東幕下2枚目 2–5           | 東幕下8枚目 5–2           | 西幕下3枚目 2–5          | 西幕下11枚目 6–1            | 東十両14枚目 7–8         | 西十両14枚目 4–11           |
| 2011年 （平成23年） | 東幕下7枚目 3–4           | 八百長問題 により中止     | 東幕下15枚目 1–5–1       | 西幕下29枚目 休場 0–0–7     | 西三段目7枚目 休場 0–0–7 | 西三段目67枚目 休場 0–0–7   |
| 2012年 （平成24年） | 東序二段28枚目 休場 0–0–7 | 西序二段98枚目 休場 0–0–7 | 西序ノ口4枚目 引退 0–0–7 | x                           | x                        | x                           |
| 各欄の数字は、「勝ち-負け-休場」を示す。 優勝 引退 休場 十両 幕下 三賞：敢=敢闘賞、殊=殊勲賞、技=技能賞 その他：★=金星 番付階級：幕内 - 十両 - 幕下 - 三段目 - 序二段 - 序ノ口 幕内序列：横綱 - 大関 - 関脇 - 小結 - 前頭（「#数字」は各位内の序列） |                           |                           |                          |                             |                          |                             |

### 幕内対戦成績
| 力士名 | 勝数 | 負数 | 力士名   | 勝数 | 負数 | 力士名 | 勝数 | 負数 | 力士名 | 勝数 | 負数 |
| ------ | ---- | ---- | -------- | ---- | ---- | ------ | ---- | ---- | ------ | ---- | ---- |
| 春日王 | 1    | 0    | 春日錦   | 0    | 1    | 旭鷲山 | 0    | 1    | 霜鳥   | 0    | 1    |
| 豪風   | 0    | 1    | 土佐ノ海 | 0    | 1    | 豊ノ島 | 1    | 0    | 白露山 | 1    | 0    |
| 寶智山 | 0    | 1    | 豊真将   | 0    | 1    | 北勝力 | 0    | 1    | 嘉風   | 0    | 1    |

## 改名歴
- 浦崎 桂助（うらざき けいすけ）1993年3月場所 - 1997年3月場所
- 琉鵬 桂助（りゅうほう -）1997年5月場所 - 2004年11月場所
- 琉鵬 正吉（- まさよし）2005年1月場所 - 2007年7月場所
- 琉鵬 政吉（- まさよし）2007年9月場所 - 2012年5月場所

## エピソード
- 2007年1月場所から5月場所にかけて3場所連続して北桜との取組で時間前に立った。